# Hoppers Football Club
Hoppers Football Club é uma equipe antiguana de futebol com sede na comunidade de Green Bay, em Saint John's, capital de Antígua e Barbuda. Disputa a segunda divisão de Antígua e Barbuda (First Division), após ser rebaixado na temporada 2024–25.

## História
O clube foi fundado em 1969 na comunidade de Greenbay – Londell Benjamin, Leroy Giliard e Campbell Jackson e são citados como membros fundadores – estreando já no mesmo ano sistema nacional de ligas.
Na temporada de 2005, o Hoppers FC conquistou a CTV Warriors Cup, um torneio internacional de verão que contou com a participação de clubes de todo o Caribe, organizado pelo Young Warriors FC; seu primeiro troféu nacional veio apenas na temporada 2015–16, marcando um ponto de virada em sua história. Em 2017, o clube fez sua estreia no cenário regional, participando pela primeira vez do Campeonato de Clubes do Caribe. Nele, o clube terminou em terceiro lugar no Grupo A, atrás de Racing FC (Haiti) e Inter Moengotapoe (Suriname).
A equipe garantiu seu segundo título da Premier Division em 20 de março de 2018, ao derrotar o Parham FC por 1–0 na rodada final, com gol de Eugene Kirwan aos 57 minutos. Em 2019, no Caribbean Club Shield, o clube protagonizou uma virada notável contra o Platinum FC, com dois gols de Alickson Montoute e dois de Eugene Kirwan, terminando em 2º e assegurando a classificação na fase de grupos.
Em 2025, após uma temporada onde o clube somou apenas 11 pontos em 19 jogos, o clube foi rebaixado para a First Division, a segunda divisão nacional.

## Estádio
O Hoppers FC manda seus jogos no Antigua Recreation Ground, estádio com capacidade para 9.000 espectadores. Além do futebol, o estádio é usado para partidas de críquete.

## Rivalidades
O clube possui uma rivalidade histórica com o Empire Football Club.

## Títulos
- CTV Warriors' Cup: 1

2005
- Premier Division

2015/16, 2017/18.